# Manuel (Valencia)
Manuel település Spanyolországban, Valencia tartományban. Manuel L’Ènova, La Pobla Llarga, San Juan de Énova, Senyera, Castelló de la Ribera és Xàtiva községekkel határos. Lakosainak száma 2524 fő (2024).

## Népesség
A település népessége az utóbbi években az alábbiak szerint változott:
| Lakosok száma | 2429 | 2497 | 2570 | 2670 | 2546 | 2543 | 2448 | 2428 | 2496 | 2524 |
|               | 2001 | 2004 | 2007 | 2009 | 2012 | 2014 | 2017 | 2019 | 2022 | 2024 |